# 최윤태
최윤태(1962년 9월 11일~)는 대한민국의 성우이다. 1988년 EBS 10기 공채 성우로 데뷔하였다.

## 주요 출연작품

### 애니메이션
- 믹과 맥의 축구이야기 (EBS)
- 아기비버의 옛날 이야기 (EBS)
- 아빠비버의 옛날 이야기 (EBS)
- 플랜더스의 개 (EBS)

### 영화
- 람보 (SBS) - 밸포드(마이클 탤벗)
- 영웅본색 2 (SBS) - 고영배의 부하(성규안)

### 게임
- 레인보우 식스: 테이크다운 - 인질 남
- 천년의 신화 - 고구려 장수왕, 백제 막고해, 신라 천존

### 방송
- 음악천재 (방송대학TV)